# Albert Pitres
Pour les articles homonymes, voir Pitres (homonymie).
Albert Pitres, né le 26 août 1848 à Bordeaux et mort le 25 mars 1928, est un médecin neurologue français. Il reçut sa formation à Paris où il fut élève de Charcot et de Dejerine. Il fut doyen de la faculté de médecine de Bordeaux.
Son nom est resté à un signe d'épanchement pleural et à un signe du tabès.